# Bat Yam
Bat Yam (en hebreo: בת ים) es una ciudad de Israel, situada en la periferia sur de Tel Aviv. Forma parte de la zona metropolitana conocida como Gush Dan, en el Distrito de Tel Aviv.
Bat Yam es un centro turístico importante, sus playas atraen a numerosos visitantes cada verano.

## Ciudades Hermanadas
- Neukölln, Alemania
- Valparaíso, Chile